# Empis albopliosa
Empis albopliosa är en tvåvingeart som beskrevs av Meijere 1935. Empis albopliosa ingår i släktet Empis och familjen dansflugor. Inga underarter finns listade i Catalogue of Life.